# Procedimiento no invasivo

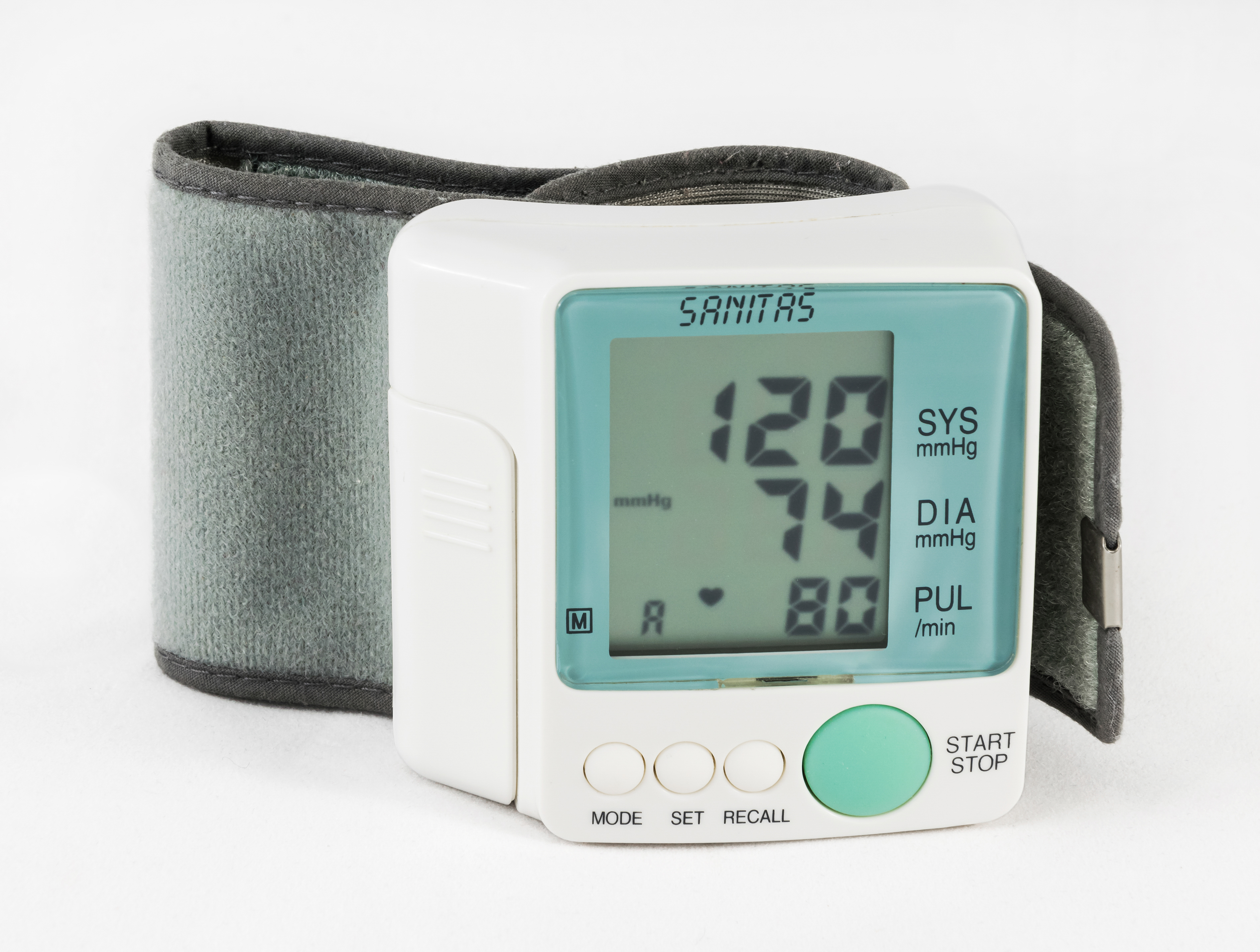
Tensiómetro electrónico

Un procedimiento médico se define como no invasivo cuando no se crea ninguna ruptura en la piel y no hay contacto con la mucosa, o ruptura de la piel o cavidad interna del cuerpo más allá de un orificio corporal natural o artificial. Por ejemplo, la palpación profunda y la percusión no son invasivas, pero un tacto rectal sí lo es. Del mismo modo, el examen del tímpano o el interior de la nariz o el cambio de un apósito para heridas quedan fuera de la definición de procedimiento no invasivo. Existen muchos procedimientos no invasivos, que van desde la simple observación hasta formas especializadas de cirugía, como la radiocirugía. La litotricia extracorpórea por ondas de choque es un tratamiento no invasivo de cálculos en el riñón, vesícula biliar o hígado, que utiliza un pulso acústico. Durante siglos, los médicos han empleado muchos métodos simples no invasivos basados en parámetros físicos para evaluar la función corporal en la salud y la enfermedad (examen físico e inspección), como la toma del pulso, la auscultación de los ruidos cardíacos y pulmonares (utilizando el estetoscopio), examen de temperatura (usando termómetros), examen respiratorio, examen vascular periférico, examen oral, examen abdominal, percusión externa y palpación, medición de la presión arterial (usando el esfigmomanómetro), cambio en los volúmenes corporales (usando pletismógrafo), audiometría, examen ocular, y muchos otros.

## Imágenes de diagnóstico
- Imágenes de bioluminiscencia
- Dermatoscopia
- Tomografía óptica difusa
- Cámara gamma
- Tomografía computarizada
- Imágenes infrarrojas del cuerpo
- Elastografía por resonancia magnética
- Imágenes por resonancia magnética
- Espectroscopia de resonancia magnética
- La tomografía de coherencia óptica
- Posturografia
- Radiografía, fluoroscopía
- Ecografía y ecocardiografía.

## Señales de diagnóstico
- Electrocardiografía (ECG)
- Electroencefalografía (EEG)
- Electromiografía (EMG)
- Fotopletismógrafo (PPG)
- Tomografía de impedancia eléctrica (EIT)
- Electroneuronografía (ENoG)
- Electrorretinografía (ERG)
- Electronistagmografía (ENG)
- Magnetoencefalografía (MEG)
- Potenciales evocados
- Flebografía de impedancia
- Resonancia magnética nuclear

## Terapia
- Terapia con radioisótopos epidérmicos
- Terapia de radiación
- Braquiterapia
- Litotricia
- Desfibrilación
- Biorretroalimentación
- Terapia de oxígeno
- Ventilación no invasiva
- VPAP
- BIPAP
- Asistencia ventilatoria neuralmente ajustada
- Ventilación de coraza bifásica
- Ecografía terapéutica